# Love for Sale (песня)
«Love for Sale» — песня Коула Портера, представленная Кэтрин Кроуфорд в мюзикле «Жители Нью-Йорка», премьера которого на Бродвее состоялась 8 декабря 1930 года. Песня написана с точки зрения проститутки, рекламирующей «любовь на продажу».
Когда песня вышла в 1930 году, в газетах назвали её «безвкусицей», а радиостанции избегали её трансляции. Из-за жалоб Портер перенёс действие песни в мюзикле в Cotton Club в Гарлеме, где её стала исполнять афроамериканка Элизабет Уэлч вместо белой певицы Кроуфорд.
Песня также стала частью постоянного репертуара многих музыкантов, включая, среди прочего, Билли Холидей , Дину Вашингтон, Эллу Фицджеральд, Тони Беннетта, Ширли Бэсси , Кэннонболла Эддерли, Ахмада Джамала, Майлза Дэвиса, Эрту Китт, Boney M.